# Papagaio-de-peito-roxo

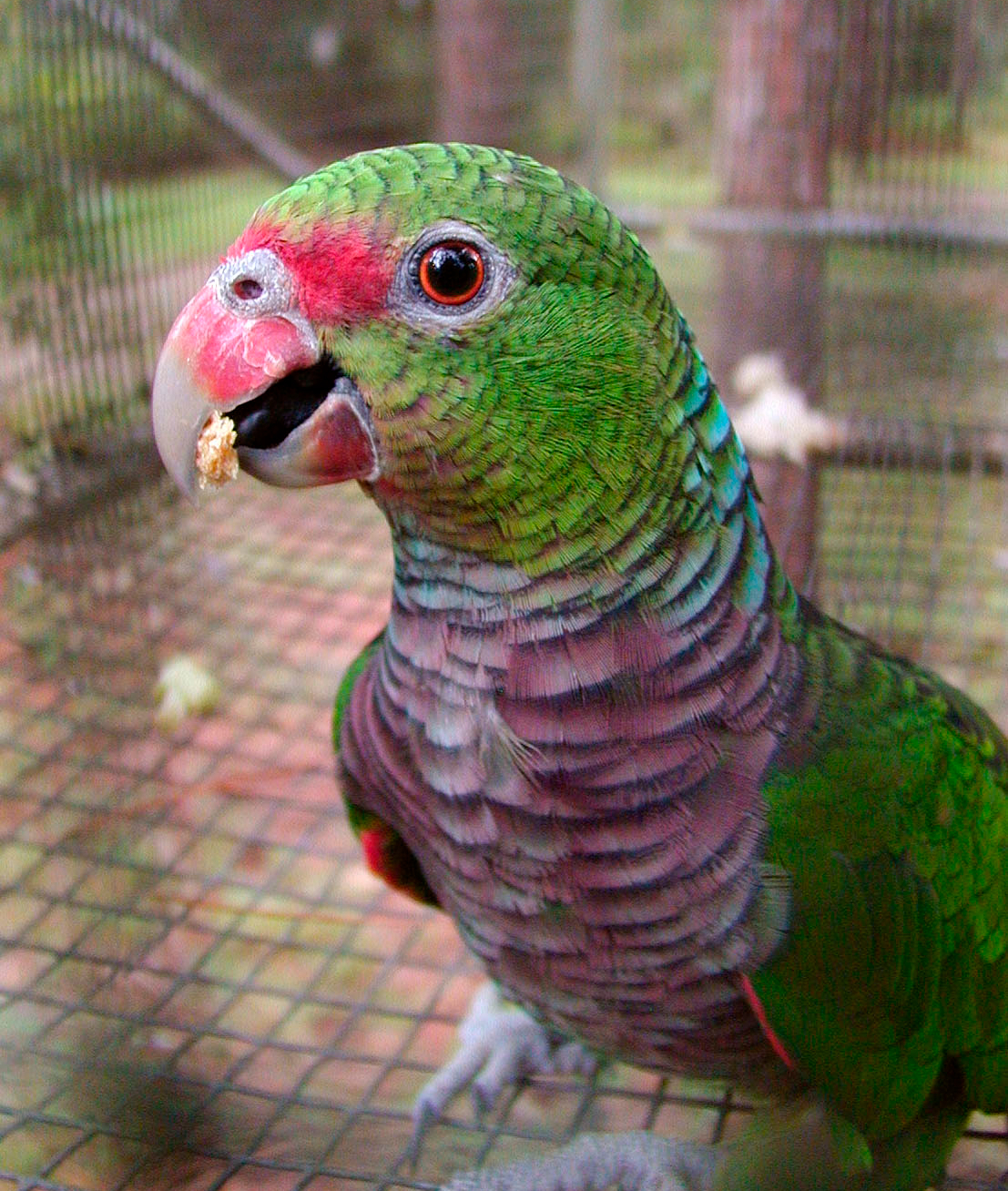
Exemplar mantido no Programa da Fundação de Espécies Raras, na Flórida, nos Estados Unidos

O Amazona vinacea, comummente conhecido como papagaio-de-peito-roxo, é uma espécie de papagaio sul-americana, que ocorre no sul e sudeste do Brasil e em pequenos trechos no Paraguai e na Argentina. É classificada oficialmente pela União Internacional para a Conservação da Natureza e dos Recursos Naturais como "espécie em perigo (EN)".

## Nomes comuns
Além de papagaio-de-peito-roxo, esta espécie dá ainda pelos seguintes nomes comuns: papagaio-vináceo; papagaio-caboclo, curraleiro, coraleiro, jurueba, jurueba, papagaio-curraleiro, téu-téu e crau-crau

## Etimologia
- «Papagaio-de-peito-roxo» resulta da alusão ao peito de coloração arroxeada desta ave.[5]
- «Papagaio-vináceo», resulta da tradução do nome científico desta ave para português, a qual, por seu turno, também é uma alusão à coloração cor-de-vinho do peito desta ave.[4]
- Téu-Téu, de acordo com o Dicionário Histórico das Palavras Portuguesas de Origem Tupi (DHPT), advém do tupi teõte'õ e pode ser variadamente registrado como quero-quero, terém-terém, tero-tero, teréu-teréu, tetéu etc. Já Antenor Nascentes assume que téu-téu e suas variantes sejam onomatopeias referentes ao grito da ave. Seu primeiro registro ocorreu em 1631 como toitoy, depois em 1763 como tetem, 1833 como téutéus, 1878 como tetéu e então 1913 como téu-téu.[8]
- Jureba ou jurueba é de origem controversa. Deve ter se originado em juru (forma aferésica de ajuru no sentigo de papagaio) e -eba ou, segundo Rodolfo Garcia, do tupi yurú no sentido de "pescoço" e êb no sentido de "rodante, girante".[9]

## Descrição
Chega a medir até 30 centímetros de comprimento, com plumagem geral verde, mas com penas arroxeadas no peito, de aspecto escamoso, que continuam em torno do pescoço em tons azuis como uma gola, a qual pode ser eriçada em certas ocasiões; loros, fronte, base do bico, encontro e espelho alar são vermelhos. A extremidade da asa é verde-azulada e as partes externas das penas secundárias são vermelhas. Seu dorso e cauda são verde-amarelados. O bico é avermelhado com a ponta acinzentada, a íris é vermelha e os pés são cinza. Não há dimorfismo sexual evidente, mas as fêmeas podem ser um pouco menores do que os machos.

## Ocorrência, ameaças e conservação
O papagaio-de-peito-roxo é uma espécie endêmica da Mata Atlântica, habitando originalmente da Bahia ao Rio Grande do Sul, o sudeste do Paraguai e o nordeste da Argentina. Ocorre em altitudes de até 2 mil metros, em habitats que variam da floresta úmida tropical e subtropical e mata de pinhais às beiras dos campos, do cerrado e do pantanal. A espécie encontra-se ameaçada devido à caça predatória e à destruição ou fragmentação do seu habitat. Os índios domesticavam este papagaio desde tempos imemoriais e usavam suas penas na confecção de adornos, e a espécie atraiu o interesse do homem branco desde o tempo do Brasil Colônia. É atualmente uma das presas mais cobiçadas no contrabando de animais silvestres, um negócio ilícito que movimenta dez bilhões de dólares estadunidenses anuais e é o terceiro maior do mundo, somente atrás do contrabando de armas e drogas, cabendo ao Brasil uma fatia de 10 a 15% deste vasto mercado.
Em 2009, sua população total foi estimada em 1 970-2 650 indivíduos. Está em rápido declínio e as projeções para o futuro não são otimistas. Por medida de precaução, sua população total é oficialmente estimada em mil a 2 499 aves. Enquanto que os registros históricos referem, no século XIX, a presença de bandos que escureciam o céu em seus deslocamentos e que, há cerca de quarenta anos, ainda era abundante em sua área de distribuição, com bandos calculados em milhares de exemplares, hoje se tornou muito rara e fragmentada em pequenas populações, aparentemente nenhuma delas com mais de 250 indivíduos. A Lista Vermelha da União Internacional para a Conservação da Natureza e dos Recursos Naturais (UICN / IUCN) a declara como "espécie em perigo" (EN).
Em 2005, foi classificado como criticamente em perigo na Lista de Espécies da Fauna Ameaçadas do Espírito Santo; em 2010, como vulnerável na Lista de Espécies Ameaçadas de Extinção da Fauna do Estado de Minas Gerais e em perigo no Livro Vermelho da Fauna Ameaçada no Estado do Paraná; em 2011, como em perigo na Lista das Espécies da Fauna Ameaçada de Extinção em Santa Catarina; em 2014, como criticamente em perigo na Lista das Espécies da Fauna Ameaçadas de Extinção no Rio Grande do Sul e em perigo no Livro Vermelho da Fauna Ameaçada de Extinção no Estado de São Paulo; em 2014, como vulnerável na Portaria MMA N.º 444 de 17 de dezembro de 2014; em 2017, como criticamente em perigo na Lista Oficial das Espécies da Fauna Ameaçadas de Extinção do Estado da Bahia; e em 2018, como vulnerável no Livro Vermelho da Fauna Brasileira Ameaçada de Extinção do Instituto Chico Mendes de Conservação da Biodiversidade (ICMBio) e como vulnerável na Lista das Espécies da Fauna Ameaçadas de Extinção no Estado do Rio de Janeiro.
No Paraguai, que, antigamente, era considerado o baluarte da espécie, já chegou a ser declarada extinta, mas um grupo reduzido ainda subsiste na região de Misiones. Na Argentina, já desapareceu da parte sul de sua área de ocorrência e os grupos remanescentes ao norte são pequenos. No Brasil é, atualmente, mais encontrada no Rio Grande do Sul, Santa Catarina e Paraná, com várias populações de mais de cem indivíduos. O último registro de avistamento no extremo norte do território foi feito no início da década de 1990. Hoje, desapareceu abaixo do norte do Rio de Janeiro, mas um grupo de menos de cinquenta integrantes foi, há poucos anos, redescoberto no noroeste do Espírito Santo.
O papagaio-de-peito-roxo em uma grande área depende muito dos pinhões da araucária para se alimentar e o rápido declínio da população desta árvore também ameaça o papagaio. Além da caça ilegal e da redução das áreas verdes onde vive, eliminando fontes de comida e abrigo, a destruição de ninhos é especificamente outra ameaça grave à sua sobrevivência. A espécie prefere nidificar sempre no mesmo local, mas com o desmatamento muitas vezes os casais voltam ano após ano aonde antigamente fizeram seu ninho, mas não o encontram mais e acabam não realizando a postura. Seus ninhos também são naturalmente bastante desprotegidos, e podem ser destruídos por tempestades ou inimigos naturais. O desaparecimento do papagaio em grandes zonas ainda bem preservadas não está bem esclarecido, indicando que outros fatores ainda por desvendar estão agindo e concorrendo para sua extinção.
Para protegê-lo, já existe legislação e reservas ecológicas foram criadas nos três países onde ele ocorre, mas isso muitas vezes é pouco efetivo dada a pequena extensão de várias dessas reservas, fazendo com que a ave, muito móvel, ultrapasse as suas fronteiras e se alimente ou nidifique fora da área protegida, aumentando os riscos. Já existem diversos criadouros, inclusive nos Estados Unidos e Europa, que contribuem na sua conservação. A União Internacional para a Conservação da Natureza e dos Recursos Naturais recomenda a adoção das seguintes medidas para proteção da espécie:
- Monitoramento das populações maiores da Argentina
- Realização de mais estudos científicos sobre a espécie
- Monitoramento das áreas verdes que circundam as reservas, especialmente em Santa Catarina, Itaipu, Canindeyú, Caaguazú, Rio de Janeiro e Misiones.
- Investimento em fiscalização e resolução de problemas fundiários nas reservas do Brasil e Paraguai
- Reforço na aplicação das leis antitráfico
- Investimento em programas de educação ambiental
- Investimento em programas de reflorestamento e recuperação de solos degradados na Argentina

## Comportamento, alimentação e reprodução
Pouco se sabe sobre sua biologia e ecologia, mas, recentemente, foram realizadas pesquisas sobre a espécie, especialmente depois que uma colônia foi descoberta na zona urbana de Curitiba. A espécie é gregária, e antigamente se observavam enormes bandos, mas hoje andam principalmente isolados, em pares ou pequenos grupos. Podem conviver com as espécies Amazona pretrei, Amazona brasiliensis ou Pionus maximiliani. São de costume barulhentos, ativos e vivazes, mas, quando se alimentam, permanecem em silêncio e calma.
Podem fazer grandes deslocamentos entre suas áreas de descanso e as de alimentação duas vezes todos os dia, geralmente cedo de manhã e ao cair da tarde, comendo em grandes grupos, quando geralmente um indivíduo não come e permanece de sentinela no alto das árvores. Na parte mais quente do dia permanecem em repouso, voltando a estar mais ativos na metade da tarde, quando suas vocalizações se tornam mais intensas, especialmente quando a chuva se aproxima.

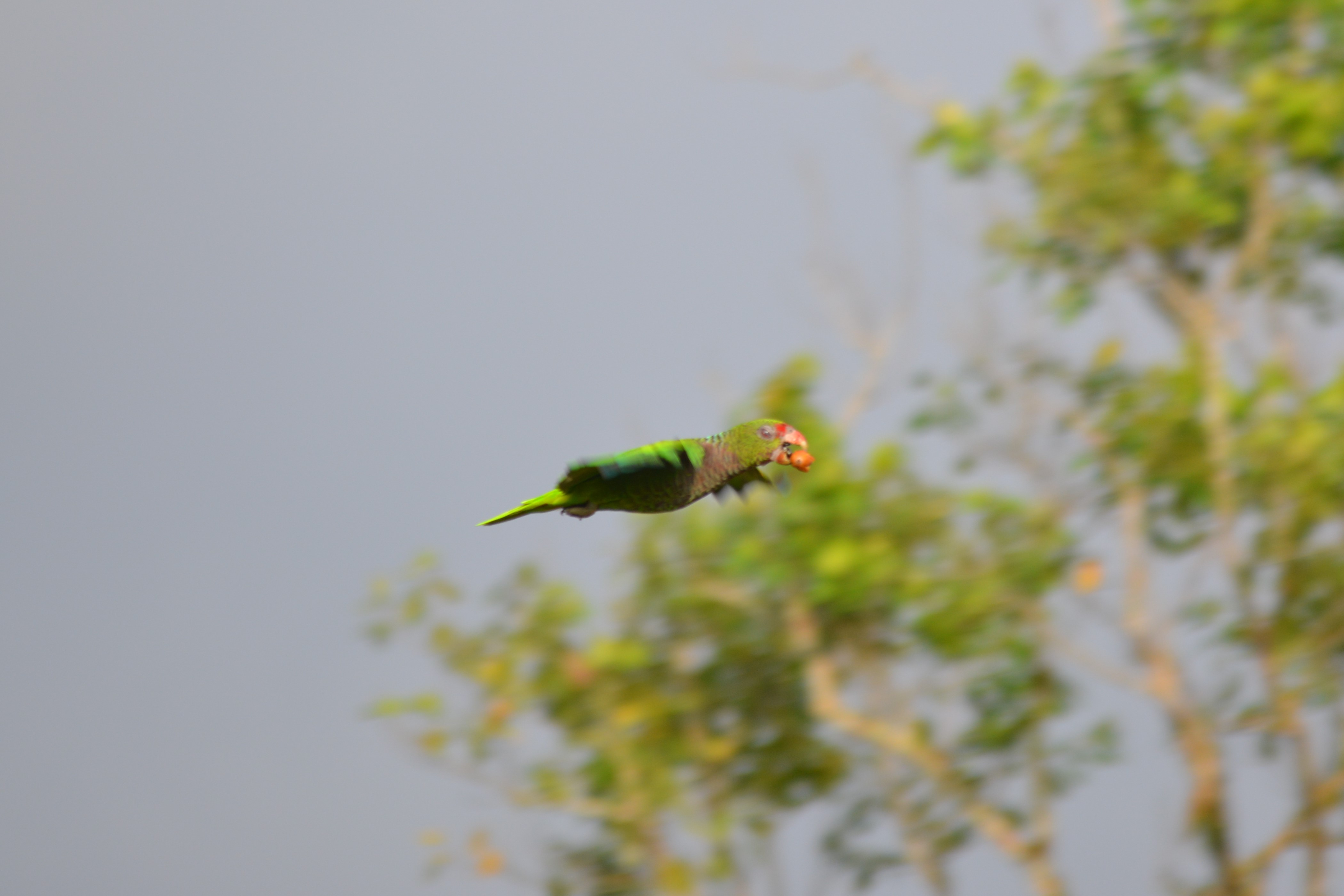
Papagaio-de-peito-roxo

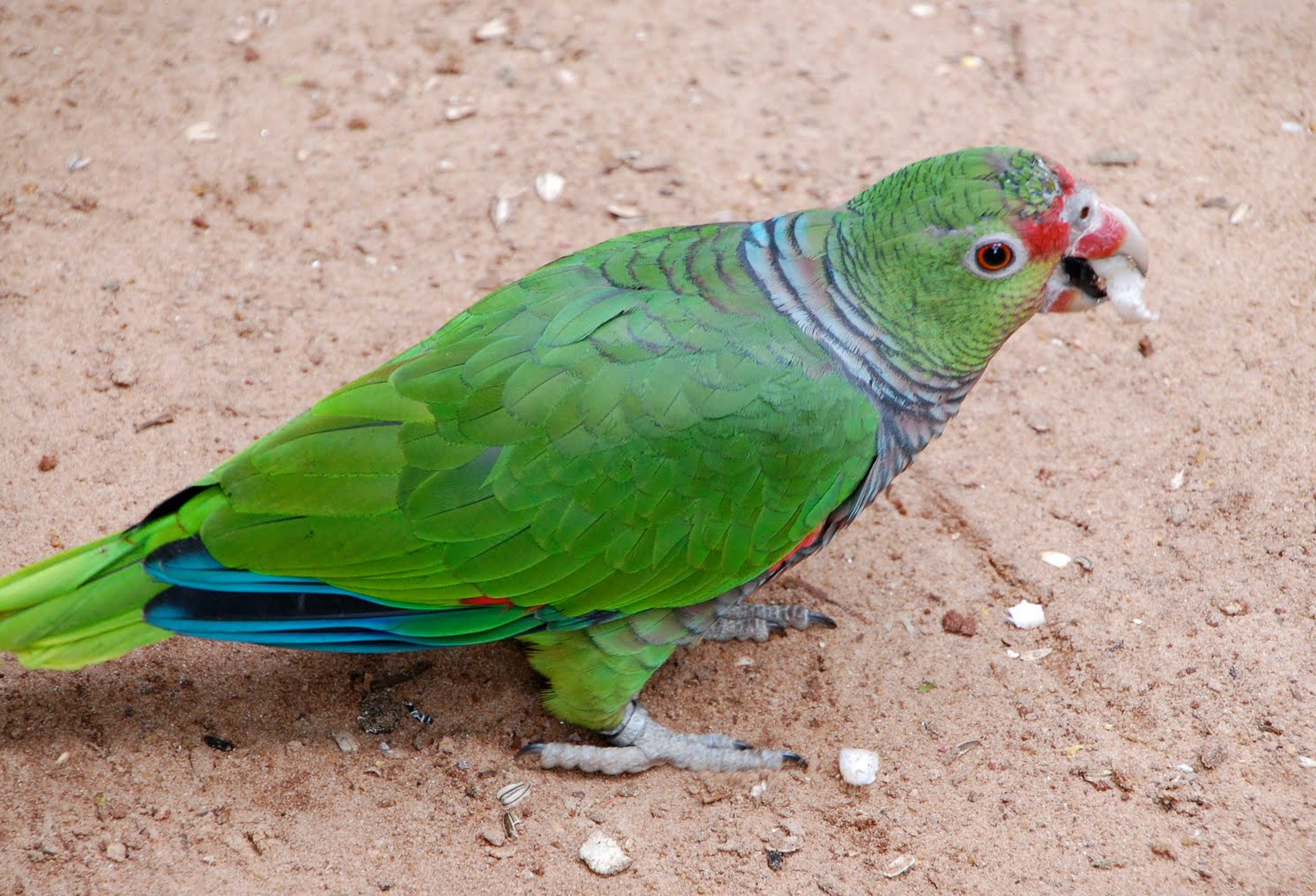
Papagaio-de-peito-roxo se alimentando no chão no Parque Nacional do Iguaçu

Alguns autores registram no Brasil a ocorrência de migrações sazonais, embora a dinâmica dessas migrações seja pouco conhecida; possivelmente acompanham os ciclos de produção de sementes e frutos de que se alimentam. Na área da mata de pinhais, é conhecida sua preferência pelo pinhão da araucária, que ajuda a dispersar. Onde a araucária não existe, também comem inflorescências e sementes de outras coníferas (como Podocarpus lambertii e mesmo o exótico Pinus sp.), e aproveitam ainda brotos, folhas, frutos e flores de várias espécies. Como exemplo, um estudo com a população de Curitiba atestou alimentação com frutos de jerivá (Syagrus romanzoffiana), araçá (Psidium longipectiotalum), pitanga (Eugenia uniflora), cerejeira (Eugenia involucrata) e flores de corticeira (Erythrina falcata), papagaieira (Laplacea fruticosa) e bracatinga (Mimosa scabrella). Há também registros de alimentação de folhas novas de Eucalyptus sp. e Pinus sp., frutos de palmito (Euterpe edulis), folhas e brotos de taquara Guadua sp., além de relatos históricos que mencionam ataques a pomares de laranja". Às vezes se alimentam de terra em busca de suplementos minerais.
Como outros papagaios, o papagaio-de-peito-roxo pode ser atraído para zonas de plantação, e antigamente causavam grandes prejuízos às culturas de milho. Havendo suprimento de comida e locais de abrigo podem viver em um ambiente profundamente modificado pelo homem, como capões relictos em fazendas e mesmo matagais de zonas urbanizadas, mas isso não significa que estes sejam ambientes ideais. Embora adaptável, o rápido declínio de sua população indica que essa adaptabilidade é limitada.
Os casais se formam antes da maturidade sexual e permanecem juntos por toda a vida. A nidificação ocorre de setembro a janeiro. O ninho é um buraco escavado em troncos de árvores altas e muitas vezes mortas, ou uma abertura em paredões rochosos, usando o mesmo buraco todos os anos. Costumam forrá-los com pequenos pedaços de madeira deteriorada. Colocam geralmente três ovos, podendo chegar a cinco, em até duas posturas por ano, mas a taxa de infecundidade, abortos e mortes da infância é grande. A choca dura de 25 a 27 dias, período em que o macho monta guarda e afugenta invasores por meio de várias estratégias. Os filhotes saem do ninho transcorrido um mês, adquirindo a plumagem de adultos aos 20 meses de idade. Com três ou quatro anos já podem acasalar. Em cativeiro podem viver até 80 anos.

### Cativeiro

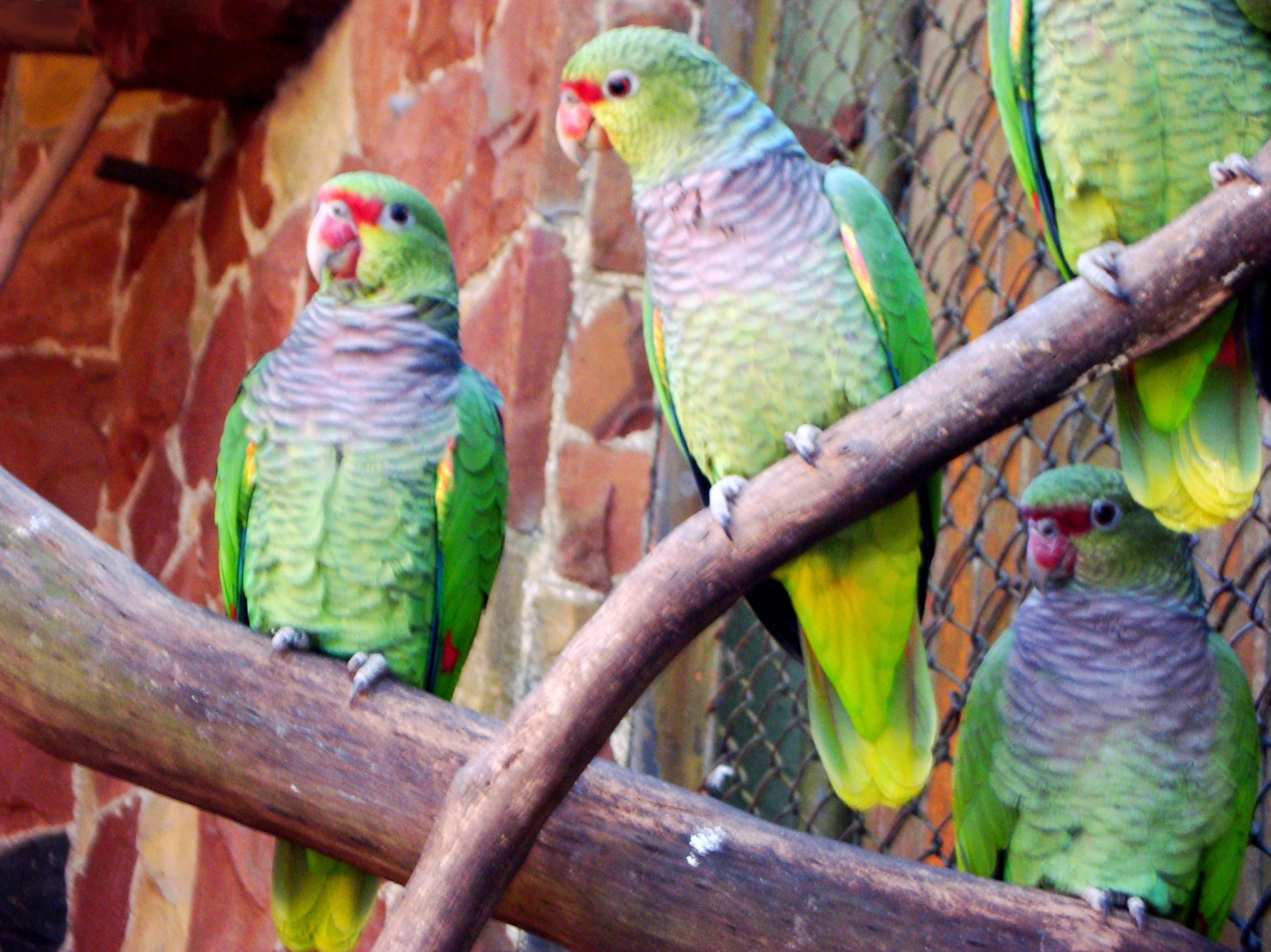
Exemplares do Zoológico de São Paulo

Embora atenta e arisca em estado selvagem, é uma espécie curiosa e dócil, traços que facilitam sua adaptação ao ambiente humanizado quando domesticada, mas não tolera bem a troca de tratadores. Pode ser criada com outros papagaios, desde que haja bastante espaço nos viveiros. Como os papagaios em geral, é uma ave muito sociável, e precisa de interação constante; por isso, se for para ser criada como animal de estimação, pessoas que não podem dedicar muito tempo a ela não devem adquiri-la. A falta de estímulos é-lhe mortalmente prejudicial, mas o excesso também, e não deve ser criada em ambientes com muito barulho de pessoas e máquinas. Também precisa de brinquedos variados para se exercitar. Sob condição de estresse, em gaiolas pequenas ou negligenciada pelos tratadores, desenvolve doenças, agressividade e pode até se automutilar e morrer. A reprodução bem sucedida em criadouros bem estruturados é comum, mas é preferível isolar o casal durante o período da cria. Com um manejo adequado o número de ovos a cada postura e a taxa de sobrevivência dos filhotes até idade adulta aumentam muito em relação à média natural. A alimentação deve ser variada e fresca e pode incluir alimentos que ela não costuma consumir na natureza, como semente de girassol e aveia, abóbora, legumes, e mesmo rações industrializadas, mas deve ser balanceada, pois em cativeiro desenvolve tendência à indisciplina alimentar e à obesidade.